# Chatyngnach (Ujandina)
Der Chatyngnach (russisch Хатынгнах, auch Chatynnaach, russisch Хатыннаах; jakutisch Хатыҥнаах, Chatyngnaach) ist ein 444 km langer linker Nebenfluss der Ujandina im Nordosten Sibiriens im asiatischen Teil Russlands.
Der Chatyngnach entsteht als Zusammenfluss der 156 km langen Donskaja von links und der 115 km langen Wtoraja Nongondschja (auch Wtoraja/2-ja Nongondja, „Zweite Nongondschja/Nongondja“) von rechts am nordwestlichen Rand des Abyj-Tieflandes, gut 130 km Luftlinie nordwestlich der Siedlung Belaja Gora und etwa 140 km östlich von Deputatski. Die Quellflüsse entspringen an der Südflanke des Polousnyrückens. Auf ihrer gesamten Länge stark mäandrierend, immer auf dem Territorium des Abyjski ulus, fließt der Chatyngnach zunächst nach Süden. Im Unterlauf wendet er sich nach Osten, etwa parallel zur Ujandina, in die er schließlich mündet, etwa 170 Flusskilometer oberhalb von deren Mündung in die Indigirka und 75 km westsüdwestlich von Belaja Gora. Dabei bildet der Chatyngnach zwei etwa gleich große Mündungsarme aus. Der linke Arm mündet etwa 7 km nordöstlich des rechten Arms. Bereits auf dem letzten 50 km Luftlinie oberhalb (westlich) der Mündung sind Chatyngnach und Ujandina durch mehrere Flussarme miteinander verbunden; der unterste heißt Kuranach-Chatyngnach.
Das Einzugsgebiet des Chatyngnach umfasst 10.100 km². Die bedeutendsten Nebenflüsse sind  Mektschirge (russisch Мекчирге, 101 km) von links und Esteriktjach (Эстериктях, 219 km) von rechts.
Im gesamten Einzugsgebiet des Flusses gibt es keine Ortschaften.